# 天樽增二
雙子座40，又名BD+26 1411，HD 51688、SAO 78947、HR 2605，是雙子座的一颗恒星，视星等为6.4，位于銀經190.31，銀緯13.14，其B1900.0坐标为赤經6h 53m 17.4s，赤緯+26° 13.14′ 0″。